# São João do Paraíso (kommun i Brasilien, Minas Gerais, lat -15,38, long -41,96)
São João do Paraíso är en kommun i Brasilien.   Den ligger i delstaten Minas Gerais, i den östra delen av landet, 600 km öster om huvudstaden Brasília. Antalet invånare är 22 334.
Följande samhällen finns i São João do Paraíso:
- São João do Paraíso

Omgivningarna runt São João do Paraíso är huvudsakligen savann. Runt São João do Paraíso är det glesbefolkat, med 10 invånare per kvadratkilometer.